# Drôle de parcours
Albums de La Fouine
Capitale du Crime Vol. 3
(2011) Team BS
Capitale du Crime Vol.4
(2014)
Singles
1. Paname Boss
2. J'avais pas les mots
3. À l'époque
4. Il se passe quelque chose
5. Ma meilleure
6. Essaie encore
7. Ray Charles

Drôle de parcours est le cinquième album studio du rappeur français La Fouine sorti le 4 février 2013.

## Genèse
Dans le livret de Capitale du crime 3, La Fouine annonce qu'un nouvel album est en préparation. En septembre 2012, il annonce que l'album s'intitule Drôle de parcours.
Après la sortie de son album La Fouine vs Laouni en février 2011, le rappeur La Fouine prépare la mixtape Capitale du Crime Vol. 3 sortie en novembre 2011. Sur Capitale du Crime Vol. 3 sont présents auprès de La Fouine des artistes comme T-Pain, Orelsan, Mister You, Nessbeal, Alonzo ou encore Amel Bent et Corneille tous deux présents sur Drôle de parcours. Au même moment sort le single Des pères, des hommes et des frères avec Corneille. En août 2012, il entre en studio avec Amel Bent qui prépare alors son cinquième album. Dès mars 2012, il annonce préparer un album studio. En septembre 2012, il dévoile la date sortie, pour le mois de février 2013, et son titre.

## Promotion
Le 2 novembre 2012 il diffuse le clip Paname Boss en featuring avec Sniper, Niro, Youssoupha, Canardo, Sultan et Fababy. Le clip dépasse les 20 millions de vues. Il a été remixé et repris par des artistes antillais de reggae-dancehall.
Le 19 novembre 2012, il diffuse le premier single de l'album qui s'intitule J'avais pas les mots. Celui-ci fait un véritable carton puisqu'il dépasse les 25 millions de vues sur la chaîne YouTube "LaFouineVEVO".
Le 21 décembre 2012, il diffuse le 3e extrait de l'album, À l'époque qui dépasse les 4 millions de vues sur la chaîne officielle de La Fouine.
Le 21 janvier 2013, il diffuse le clip Il se passe quelque chose en featuring avec Youssoupha qui dépasse les 6 millions de vues.
Le 15 avril 2013, il diffuse le clip Ma meilleure en featuring avec Zaho. Le clip dépasse les 50 millions de vues.
Le 23 août 2013, il diffuse le clip Quand je partirai. Le clip fait plus d'1 million de vues dès le jour de sa sortie. Il compte plus de 40 millions de vues au total.
Le 20 septembre 2013, il diffuse le clip Essaie encore. Le clip compte plus de 8 millions de vues.

### Clash
Un clash par titre interposé débute en novembre 2012 entre Booba et La Fouine. En janvier 2013, Booba dévoile le titre A.C. Milan où il dévoile un extrait des enregistrements audio entre la police et des usurpateurs s'étant fait passer pour des policiers et « durant lesquels sont listés plusieurs délits dans lesquels La Fouine pourraient avoir été impliqué »,. Il y compare La Fouine au tueur en série Émile Louis. La Fouine a répondu au titre de Booba par Autopsie 5 en références aux mixtapes de Booba.

## Nombre de clips
La Fouine a sorti 6 clips : 
- Paname Boss (feat. Sniper, Niro, Youssoupha, Canardo, Fababy & Sultan)
- J'avais pas les mots
- Il se passe quelque chose (feat. Youssoupha)
- Ma meilleure (feat. Zaho)
- Quand je partirai
- Essaie Encore

## Accueil

### Accueil critique
Pour François Alvarez de Music Story, Drôle de parcours est un disque « trop écartelé entre légitimité et sourires aux radios, et qui risque au bout du compte de laisser tout le monde sur sa faim ». Il souligne « un disque inégal où les titres proches de la variété ont surtout comme qualité d'être aisément programmables en radio ». Il précise que « La Fouine ne se cache pas et assume pleinement une variétisation de son rap, tout en glissant quelques morceaux plus durs pour bien montrer que son exil en Floride ne l'a pas totalement amolli ».

### Accueil commercial
Dès sa sortie, il a été classé à la première place des ventes sur iTunes.
En même temps premier de top albums France avec 30 000 ventes dès la première semaine d'exploitation.
L'album Drôle De Parcours s'est vendu à 200 000 exemplaires (ventes physiques et digitales confondues) depuis sa sortie et est donc certifié disque de platine. Il est resté classé cinq semaines au total dans le Top Albums France.

## Liste des pistes
| 1.  | J'avais pas les mots                                                  | La Fouine | La Fouine, So Loud                     | 3:41 |
| 2.  | À bout de bras                                                        | La Fouine | La Fouine, Médeline                    | 3:51 |
| 3.  | Ma Meilleure (feat. Zaho)                                             | La Fouine, Zehira Darabid, Julie Frost                                                                              | La Fouine, Rodney "Darkchild" Jerkins  | 5:05 |
| 4.  | À l'époque                                                            | La Fouine | La Fouine, Gun Roulett, Sonny Alves    | 4:32 |
| 5.  | Redbull & Vodka                                                       | La Fouine | La Fouine, Kore                        | 3:10 |
| 6.  | Paname Boss (feat. Sniper, Niro, Youssoupha, Canardo, Fababy, Sultan) | La Fouine, Bachir Baccour, Ryad Selmi, Niro, Youssoupha Mabiki, Hakim Mouhid, Fabrice Ayékoué, Soultaouane Benjadid | La Fouine, Prinzly                     | 6:51 |
| 7.  | Fatima (interlude)                                                    | Fatima Mouhid |                                        | 0:27 |
| 8.  | Fatima                                                                | La Fouine | La Fouine, K-sba                       | 3:54 |
| 9.  | Banlieue Sale Mafia (interlude)                                       | La Fouine | La Fouine, Prinzly                     | 2:33 |
| 10. | Donne-moi                                                             | La Fouine | La Fouine, Christian "Crada" Kalla, UG | 4:35 |
| 11. | Essaie Encore                                                         | La Fouine | La Fouine, K-sba                       | 4:00 |
| 12. | Il se passe quelque chose (feat. Youssoupha)                          | La Fouine, Youssoupha Mabiki                                                                                        | La Fouine, Gun Roulett, Sonny Alves    | 3:38 |
| 13. | Quand je partirai                                                     | La Fouine, Beverley Craven                                                                                          | La Fouine, K-sba                       | 4:11 |
| 14. | Karl (feat. Amel Bent)                                                | La Fouine, Amel Bent Bachir                                                                                         | La Fouine, Docness, E-Rise             | 4:20 |
| 15. | Demain on verra (feat. Corneille)                                     | La Fouine, Corneille Nyungura, Sofia de Medeiros                                                                    | La Fouine, DJ No Name                  | 3:18 |
| 16. | J'espère                                                              | La Fouine | La Fouine, DikC, Falin                 | 6:21 |
|     | Bonus                                                                 | |                                        |      |
| 17. | On s'en bat les couilles 2013 (feat. Mac Tyer)                        | La Fouine, Socrate Petteng                                                                                          | La Fouine, Bone Collector              | 5:01 |
| 18. | Ray Charles (feat. French Montana)                                    | Laouni Mouhid, Karim Kharbouch                                                                                      | La Fouine, Oneshot                     | 5:27 |
|     | Titre iTunes (bonus)                                                  | |                                        |      |
| 19. | 7 ans déjà                                                            | La Fouine | La Fouine, Track Invaders              | 3:53 |

## Clips
- 2 novembre 2012 : Paname Boss (réalisé par 1986 Prod)
- 19 novembre 2012 : J'avais pas les mots (réalisé par C4 Productions)
- 21 janvier 2013 : Il se passe quelque chose (réalisé par 1986 Prod)
- 10 avril 2013 : Ma Meilleure (réalisé par C4 Productions)
- 12 juillet 2013 : Quand je partirai (réalisé par BeatBounce))
- 20 septembre 2013 : Essaie encore

## Classements
| Classement (2013)            | Meilleure position |
| ---------------------------- | ------------------ |
| Belgique (Flandre Ultratop)  | 120                |
| Belgique (Wallonie Ultratop) | 49                 |
| France (SNEP)                | 1                  |
| Suisse (Schweizer Hitparade) | 6                  |